# Zwemmen op de Olympische Zomerspelen 2020 – 200 meter vlinderslag mannen
De 200 meter vlinderslag mannen op de Olympische Zomerspelen 2020 vond plaats op 26 juli, series, 27 juli, halve finales, en 28 juli 2021, finale. Na afloop van de series kwalificeerden de zestien snelste zwemmers zich voor de halve finales, de snelste acht uit de halve finales gingen door naar de finale. Regerend olympisch kampioen was Michael Phelps.

## Records
Voorafgaand aan het toernooi waren dit het wereldrecord en het olympisch record
| Wereldrecord     | Kristóf Milák  | 1.50,73 | Gwangju | 24 juli 2019     |
| Olympisch record | Michael Phelps | 1.52,03 | Peking  | 13 augustus 2008 |

## Uitslagen

### Series
| Rang | Serie | Baan | Naam                  | Land             | Tijd    | Bijz. |
| ---- | ----- | ---- | --------------------- | ---------------- | ------- | ----- |
| 1    | 5     | 4    | Kristóf Milák         | Hongarije        | 1.53,58 | Q     |
| 2    | 4     | 3    | Wang Kuan-hung        | Chinees Taipei   | 1.54,44 | Q     |
| 3    | 5     | 7    | Leonardo de Deus      | Brazilië         | 1.54,83 | Q     |
| 4    | 4     | 6    | Zach Harting          | Verenigde Staten | 1.54,92 | Q     |
| 5    | 3     | 6    | Noè Ponti             | Zwitserland      | 1.55,05 | Q     |
| 6    | 5     | 3    | Tomoru Honda          | Japan            | 1.55,10 | Q     |
| 7    | 4     | 5    | Federico Burdisso     | Italië           | 1.55,14 | Q     |
| 8    | 3     | 4    | Tamás Kenderesi       | Hongarije        | 1.55,18 | Q     |
| 9    | 4     | 4    | Daiya Seto            | Japan            | 1.55,26 | Q     |
| 10   | 3     | 1    | Giacomo Carini        | Italië           | 1.55,33 | Q     |
| 11   | 3     | 2    | Gunnar Bentz          | Verenigde Staten | 1.55,46 | Q     |
| 12   | 4     | 7    | Aleksandr Koedasjev   | Russische ploeg  | 1.55,54 | Q     |
| 13   | 5     | 1    | Krzysztof Chmielewski | Polen            | 1.55,77 | Q     |
| 14   | 4     | 1    | Louis Croenen         | België           | 1.55,78 | Q     |
| 15   | 3     | 7    | Léon Marchand         | Frankrijk        | 1.55,85 | Q     |
| 16   | 5     | 5    | Chad le Clos          | Zuid-Afrika      | 1:55,96 | Q     |
| 17   | 5     | 6    | David Thomasberger    | Duitsland        | 1.56,04 |       |
| 18   | 5     | 2    | Matthew Temple        | Australië        | 1.56,25 |       |
| 19   | 2     | 1    | Tomoe Zenimoto Hvas   | Noorwegen        | 1.56,30 |       |
| 20   | 3     | 5    | Antani Ivanov         | Bulgarije        | 1.56,36 |       |
| 21   | 3     | 3    | Denys Kesyl           | Oekraïne         | 1.56,37 |       |
| 22   | 2     | 6    | Quah Zheng Wen        | Singapore        | 1.56,42 |       |
| 23   | 2     | 3    | Brendan Hyland        | Ierland          | 1.57,09 |       |
| 24   | 2     | 4    | Sajan Prakash         | India            | 1.57,22 |       |
| 25   | 2     | 2    | Kregor Zirk           | Estland          | 1.57,26 |       |
| 26   | 2     | 7    | Alexei Sancov         | Moldavië         | 1.57,55 |       |
| 27   | 3     | 8    | Jakub Majerski        | Polen            | 1.57,91 |       |
| 28   | 4     | 8    | Moon Seung-woo        | Zuid-Korea       | 1.58,09 |       |
| 29   | 2     | 5    | Ihor Troianovskyi     | Oekraïne         | 1.58,37 |       |
| 30   | 5     | 8    | Ethan du Preez        | Zuid-Afrika      | 1.58,50 |       |
| 31   | 2     | 8    | Luis Vega Torres      | Cuba             | 1.59,00 |       |
| 32   | 1     | 6    | Ayman Kelzi           | Syrië            | 1.59,57 |       |
| 33   | 1     | 2    | Matin Balsini         | Iran             | 1.59,97 |       |
| 34   | 1     | 3    | Keanan Dols           | Jamaica          | 2.00,25 |       |
| 35   | 4     | 2    | David Morgan          | Australië        | 2.00,27 |       |
| 36   | 1     | 5    | Navaphat Wongcharoen  | Thailand         | 2.01,43 |       |
| 37   | 1     | 4    | Richard Nagy          | Slowakije        | 2.01,91 |       |
| 38   | 1     | 7    | Simon Bachmann        | Seychellen       | 2.03,54 |       |

### Halve finales
| Rang | Serie | Baan | Naam                  | Land             | Tijd    | Bijz. |
| ---- | ----- | ---- | --------------------- | ---------------- | ------- | ----- |
| 1    | 2     | 4    | Kristóf Milák         | Hongarije        | 1.52,22 | Q     |
| 2    | 2     | 5    | Leonardo de Deus      | Brazilië         | 1.54,97 | Q     |
| 3    | 1     | 8    | Chad le Clos          | Zuid-Afrika      | 1.55,06 | Q     |
| 4    | 2     | 6    | Federico Burdisso     | Italië           | 1.55,11 | Q     |
| 5    | 1     | 6    | Tamás Kenderesi       | Hongarije        | 1.55,17 | Q     |
| 6    | 2     | 7    | Gunnar Bentz          | Verenigde Staten | 1.55,28 | Q     |
| 7    | 2     | 1    | Krzysztof Chmielewski | Polen            | 1.55,29 | Q     |
| 8    | 1     | 3    | Tomoru Honda          | Japan            | 1.55,31 | Q     |
| 9    | 1     | 5    | Zach Harting          | Verenigde Staten | 1.55,35 |       |
| 10   | 2     | 3    | Noè Ponti             | Zwitserland      | 1.55,37 |       |
| 11   | 2     | 2    | Daiya Seto            | Japan            | 1.55,50 |       |
| 12   | 1     | 7    | Aleksandr Koedasjev   | Russische ploeg  | 1.55,51 |       |
| 13   | 1     | 4    | Wang Kuan-hung        | Chinees Taipei   | 1.55,52 |       |
| 14   | 2     | 8    | Léon Marchand         | Frankrijk        | 1.55,68 |       |
| 15   | 1     | 2    | Giacomo Carini        | Italië           | 1.55,95 |       |
| 16   | 1     | 1    | Louis Croenen         | België           | 1.56,67 |       |

### Finale
| Rang   | Baan | Naam                  | Land             | Tijd    | Bijz. |
| ------ | ---- | --------------------- | ---------------- | ------- | ----- |
| Goud   | 4    | Kristóf Milák         | Hongarije        | 1.51,25 | OR    |
| Zilver | 8    | Tomoru Honda          | Japan            | 1.53,73 |       |
| Brons  | 6    | Federico Burdisso     | Italië           | 1.54,45 |       |
| 4      | 2    | Tamás Kenderesi       | Hongarije        | 1.54,52 |       |
| 5      | 3    | Chad le Clos          | Zuid-Afrika      | 1.54,93 |       |
| 6      | 5    | Leonardo de Deus      | Brazilië         | 1.55,19 |       |
| 7      | 7    | Gunnar Bentz          | Verenigde Staten | 1.55,46 |       |
| 8      | 1    | Krzysztof Chmielewski | Polen            | 1.55,88 |       |